# 瓦伊科科查湖
8°17′35.4″S 77°41′44.4″W / 8.293167°S 77.695667°W
瓦伊科科查湖（Wayq'uqucha），是秘魯的湖泊，位於該國北部安卡什大區，由帕亞斯卡省的孔丘科斯區負責管轄，面積0.12平方公里，海拔高度3,997米。